# Lauklampi
Lauklampi är en sjö i Sjundeå kommun i Finland.   Den ligger i landskapet Nyland, i den södra delen av landet, 40 km väster om huvudstaden Helsingfors. Lauklampi ligger 70 meter över havet. I omgivningarna runt Lauklampi växer i huvudsak barrskog. Arean är 18,9 hektar och strandlinjen är 2,49 kilometer lång. Sjön  ingår i Sjundeå å huvudavrinningsområde. 